# Salario para matar
Salario para matar  (en italiano: Il mercenario), conocida como El mercenario en Hispanoamérica, es un spaghetti western italo-español del año 1968, dirigido por el cineasta italiano Sergio Corbucci, y protagonizado por el actor Franco Nero. La banda sonora fue hecha por Ennio Morricone y Bruno Nicolai.

## Argumento
Sergei "Polaco" Kowalski (Franco Nero) es un mercenario que se vende al mejor postor. Llega a México durante la Revolución mexicana y traba amistad con Paco (Tony Musante), un bandido sin escrúpulos que tiene cierta fama de patriota. Pero Paco no tiene conocimiento de armas, por lo que Kowalski se le une, aunque le avisa que no es por amistad, ni por altruismo, sino por un elevado salario. El avaricioso Kowalski ayuda a Paco y la campesina Columba (Giovanna Ralli) a  a liderar una revolución contra el opresivo gobierno mexicano, personificado en el Coronel García (Eduardo Fajardo), a la vez que son perseguidos por el rival estadounidense de Kowalski, Curly (Jack Palance). 

## Reparto
- Franco Nero: Sergei Kowalski, 'el Polaco'
- Jack Palance: Ricciolo 'Curly'
- Tony Musante: Paco Román
- Giovanna Ralli: Columba
- Eduardo Fajardo: Alfonso García
- Álvaro de Luna: Ramón
- Raf Baldassarre: Mateo
- José Canalejas: Sebastián
- Vicente Roca: Elías García
- Franco Ressel: Studs
- Guillermo Méndez: Capitán

## Producción
El guion y el proyecto estaban pensados inicialmente para que fuera dirigido por Gillo Pontecorvo, con Peter O'Toole, Burt Lancaster y Antonella Lualdi en los papeles principales. Posteriormente, la producción decidió contratar a Sidney Poitier y trasladar la historia a África, pero Pontecorvo se retiró del proyecto, declarando que no le gustaban los wésterns.
Sergio Corbucci fue contratado entonces como director, y Franco Nero (como el polaco) y James Coburn (como el mercenario estadounidense) fueron elegidos para los papeles principales, pero la producción no llegó a un acuerdo con Coburn. El papel del mercenario polaco fue para Nero y el del mexicano para Tony Musante (en su primera película italiana). También se pensó en Eli Wallach para el papel.
La película se rodó en la Comunidad de Madrid. Como parte de los escenarios de rodaje se encuentra la Ermita de Nuestra Señora de los Remedios de Colmenar Viejo (Madrid).

## Curiosidades
- El polaco utiliza una pistola Astra 400, que no apareció sino hasta 1921.
- El tema-título de la película (L'Arena), aparece en las películas Kill Bill de director Quentin Tarantino.